# Microecosistem
Termenul microecosistem descrie un ecosistem de dimensiuni foarte reduse, de obicei nu mai mare de 2 m². Exemple de microecosistem sunt:
- o baltă mică;
- un trunchi de lemn uscat.

Microecosistemul format din bacteriile care trăiesc în intestinul unei persoane și de coloniile microbiene proprii, care trăiesc pe piele și în alte părți ale organismului, este unic pentru respectiva persoană și poartă denumirea de „microbiom”.
În cadrul microbiomului uman, relațiile de simbioză cu flora bacterială sunt esențiale pentru menținerea stării de sănătate. Modificările microecosistemului duc la perturbarea acestei simbioze și apariția sau exacerbarea unor boli cronice.